# Persone di cognome Franco
| Questa pagina contiene informazioni ricavate automaticamente dalle voci biografiche con l'ausilio del template Bio e di un bot. L'aggiornamento è periodico e automatico e ricostruisce completamente la pagina. Se manca una persona in questa lista, sei pregato di non aggiungerla, ma accertati piuttosto che la sua voce biografica contenga il template Bio e che i dati anagrafici siano correttamente compilati. Se il template Bio manca, inseriscilo tu stesso o, in alternativa, metti l'avviso {{tmp\|Bio}} che ne segnala la mancanza. Se i dati riportati sono sbagliati, correggi direttamente la voce biografica; le modifiche saranno visibili in questa lista entro pochi giorni. Per chiarimenti vedi il progetto antroponimi. La lista contiene solo le 72 persone che sono citate nell'enciclopedia e per le quali è stato implementato correttamente il template Bio. Pagina aggiornata al 23 lug 2025. |

Questa è una lista di persone presenti nell'enciclopedia che hanno il cognome Franco, suddivise per attività principale.

## Allenatori di calcio(1)
- Leo Franco, allenatore di calcio, dirigente sportivo e ex calciatore argentino (San Nicolás de los Arroyos, n. 1977)

## Allenatori di pallacanestro(1)
- Danny Franco, allenatore di pallacanestro israeliano (Holon, n. 1973)

## Architetti(1)
- Giacomo Franco, architetto italiano (Verona, n. 1818 - Venezia, † 1895)

## Arcivescovi cattolici(2)
- Antonio Franco, arcivescovo cattolico italiano (Puglianello, n. 1937)
- Vincenzo Franco, arcivescovo cattolico italiano (Trani, n. 1917 - Trani, † 2016)

## Attori(5)
- Dave Franco, attore statunitense (Palo Alto, n. 1985)
- Eduardo Franco, attore e comico statunitense (Yuma, n. 1994)
- Gianni Franco, attore italiano (Buenos Aires, n. 1951)
- James Franco, attore, regista e sceneggiatore statunitense (Palo Alto, n. 1978)
- Lollo Franco, attore, regista teatrale e scenografo italiano (Palermo, n. 1949)

## Attrici(2)
- Fulvia Franco, attrice italiana (Trieste, n. 1931 - Roma, † 1988)
- Suely Franco, attrice, soprano e doppiatrice brasiliana (Rio de Janeiro, n. 1939)

## Avvocati(1)
- Manuel Franco, avvocato, magistrato e politico paraguaiano (Concepción, n. 1871 - † 1919)

## Batteristi(1)
- Joey Franco, batterista statunitense (New York, n. 1951)

## Briganti(1)
- Antonio Franco, brigante italiano (Francavilla in Sinni, n. 1832 - Potenza, † 1865)

## Calciatori(9)
- Alan Franco, calciatore argentino (Avellaneda, n. 1996)
- Bruno Alexandre Franco, calciatore brasiliano (Araraquara, n. 1998)
- Carlos Emanuel Franco, calciatore argentino (Puerto Rico, n. 1992)
- Denzil Franco, ex calciatore indiano (Saligao, n. 1986)
- Fortunato Franco, calciatore indiano (Goa, n. 1939 - Goa, † 2021)
- Gonçalo Franco, calciatore portoghese (Porto, n. 2000)
- Juan Carlos Franco, ex calciatore paraguaiano (n. 1973)
- Nicolás Franco, calciatore argentino (Azul, n. 1996)
- Rafael Franco Reyes, calciatore e allenatore di calcio argentino (Catamarca, n. 1923 - La Coruña, † 1997)

## Calciatrici(1)
- Michela Franco, calciatrice italiana (Cirié, n. 1992)

## Compositori(3)
- Cesare Franco, compositore e organista italiano (Acquaviva delle Fonti, n. 1885 - Bari, † 1944)
- Cesarino Franco, compositore e flautista italiano (Acquaviva delle Fonti, n. 1884 - Bari, † 1959)
- Hernando Franco, compositore spagnolo (Galizuela, n. 1532 - Città del Messico, † 1585)

## Criminali(1)
- Ángel Fernández Franco, criminale e attore spagnolo (Barcellona, n. 1960 - Murcia, † 1991)

## Dirigenti sportivi(1)
- Michele Franco, dirigente sportivo e ex calciatore italiano (Altamura, n. 1985)

## Doppiatori(1)
- Alberto Franco, doppiatore italiano (Roma, n. 1991)

## Economisti(2)
- Daniele Franco, economista, banchiere e funzionario italiano (Trichiana, n. 1953)
- Gustavo Franco, economista brasiliano (Rio de Janeiro, n. 1956)

## Giocatori di calcio a 5(2)
- Marco Franco, giocatore di calcio a 5 italiano (Roma, n. 1956 - † 1995)
- Pedro Franco, ex giocatore di calcio a 5 paraguaiano (n. 1964)

## Giornalisti(1)
- Massimo Franco, giornalista e saggista italiano (Roma, n. 1954)

## Incisori(1)
- Giacomo Franco, incisore e editore italiano (Venezia, n. 1550 - Venezia, † 1620)

## Ingegneri(1)
- Luciano Franco, ingegnere e architetto italiano (Carlentini, n. 1868 - Catania, † 1943)

## Inventori(1)
- Salvatore Franco, inventore italiano (Biancavilla, n. 1868 - Trieste, † 1934)

## Militari(2)
- Enrico Franco, militare italiano (Niscemi, n. 1906 - Torino, † 1941)
- Gaetano Franco, militare italiano (Grumo Appula, n. 1912 - Dannò -Moché, † 1937)

## Nuotatrici(1)
- Alice Franco, ex nuotatrice italiana (Asti, n. 1989)

## Pittori(2)
- Alfonso Franco, pittore italiano (Messina, n. 1466 - Messina, † 1523)
- Battista Franco, pittore italiano (Venezia - Venezia, † 1561)

## Poetesse(1)
- Veronica Franco, poetessa italiana (Venezia, n. 1546 - Venezia, † 1591)

## Poeti(1)
- Niccolò Franco, poeta e scrittore italiano (Benevento, n. 1515 - Roma, † 1570)

## Politiche(3)
- Anielle Franco, politica, giornalista e attivista brasiliana (Rio de Janeiro, n. 1985)
- Marielle Franco, politica, sociologa e attivista brasiliana (Rio de Janeiro, n. 1979 - Rio de Janeiro, † 2018)
- Vittoria Franco, politica e filosofa italiana (Roseto Capo Spulico, n. 1949)

## Politici(6)
- Ciccio Franco, politico, sindacalista e attivista italiano (Reggio Calabria, n. 1930 - Reggio Calabria, † 1991)
- Itamar Augusto Cautiero Franco, politico brasiliano (Oceano Atlantico, n. 1930 - San Paolo, † 2011)
- Julio César Franco, politico e medico paraguaiano (Fernando de la Mora, n. 1951)
- Paolo Franco, politico italiano (Arzignano, n. 1958)
- Pasquale Franco, politico italiano (Altamura, n. 1912 - † 1996)
- Raffaele Franco, politico italiano (Cervignano del Friuli, n. 1914 - † 1990)

## Presbiteri(4)
- Antonio Franco, presbitero italiano (Napoli, n. 1585 - Santa Lucia del Mela, † 1626)
- Demetrio Franco, presbitero e storico albanese (Drivasto, n. 1443 - † 1525)
- Francesco Franco, presbitero, docente e poeta italiano (San Salvatore di Fitalia, n. 1795 - Messina, † 1861)
- Hilary Franco, presbitero statunitense (Belmont, n. 1933)

## Produttori cinematografici(1)
- Larry J. Franco, produttore cinematografico e attore statunitense (Sonora, n. 1949)

## Pugili(1)
- Michael Franco, pugile statunitense (Fountain Valley, n. 1987)

## Registi(1)
- Michel Franco, regista, sceneggiatore e montatore messicano (Città del Messico, n. 1979)

## Rugbiste a 15(1)
- Giada Franco, rugbista a 15 italiana (Napoli, n. 1996)

## Scrittori(3)
- Andrea Franco, scrittore italiano (Roma, n. 1977)
- Divaldo Pereira Franco, scrittore, sensitivo e filantropo brasiliano (Feira de Santana, n. 1927 - Salvador, † 2025)
- Ernesto Franco, scrittore, dirigente d'azienda e ispanista italiano (Genova, n. 1956 - Genova, † 2024)

## Scultori(2)
- Angelo Franco, scultore italiano (Venezia, n. 1887 - Milano, † 1961)
- Cesare Franco, scultore italiano (Padova)

## Vescovi cattolici(3)
- Armando Franco, vescovo cattolico italiano (Mesagne, n. 1922 - Oria, † 1997)
- Francesco Maria Franco, vescovo cattolico italiano (San Damiano d'Asti, n. 1877 - San Damiano d'Asti, † 1968)
- Nicolò Franco, vescovo cattolico italiano (Este - Montebelluna, † 1499)

## Senza attività specificata(1)
- Roberto Franco, ex sciatore freestyle italiano (Biella, n. 1964)